# Albin Nowotny
Albin Nowotny (ur. 30 września 1896 w Rudkach, zm. 14 listopada 1959 w Warszawie) – major taborów Wojska Polskiego.

## Życiorys
Urodził się 30 września 1896 roku w Rudkach, pow. lwowski jako syn Antoniego. Podczas I wojny światowej pełnił służbę w Legionach Polskich. 1 stycznia 1920 r. został oficjalnie przyjęty do Wojska Polskiego z zatwierdzeniem posiadanego stopnia porucznika piechoty, jako warunkowego do czasu ustalenia przez komisję weryfikacyjną listy starszeństwa oficerów WP i przydzielony do szwadronu zapasowego taborów Nr 1.
W czasie wojny z bolszewikami był odkomenderowany do 22 pułku piechoty, lecz pozostawał na ewidencji szwadronu zapasowego taborów Nr 1.
Z dniem 1 grudnia 1922 roku został przeniesiony z 10 do 4 dywizjonu taborów w Łodzi. W 1924 roku pełnił obowiązki komendanta Kadry szwadronu zapasowego 4 dywizjonu taborów. Od dnia 1 października 1925 roku pełnił obowiązki kwatermistrza 4 szwadronu taborów w Łodzi. W marcu 1927 roku został przesunięty na stanowisko pełniącego obowiązki dowódcy tego szwadronu. 1 kwietnia 1929 został przeniesiony do kadry oficerów taborowych z równoczesnym przeniesieniem służbowym do Szefostwa Intendentury i Taborów Okręgu Korpusu Nr IV w Łodzi na stanowisko kierownika referatu taborowego. W październiku 1930 roku został przeniesiony do 5 dywizjonu taborów w Bochni na stanowisko wykładowcy. W czerwcu 1933 roku został przeniesiony z Wydziału Taborowego Departamentu Intendentury Ministerstwa Spraw Wojskowych do Kadry 1 dywizjonu taborów na stanowisko komendanta kadry. 
W 1939 roku szef taborów Okręgu Korpusu I Warszawa, w czasie kampanii wrześniowej pełnił służbę w Sztabie Naczelnego Wodza na stanowisku naczelnego szefa taborów i remontu. 
Zmarł 14 listopada 1959 roku. Pochowany na Cmentarzu Wojskowym na Powązkach (kwatera A15-5-6). 

## Awanse
- porucznik – 30 lipca 1920 r. zatwierdzony w stopniu porucznika, w Wojskach Taborowych z dniem 1 maja 1920 r.
- rotmistrz – 27 sierpnia 1920 r. zatwierdzony w stopniu rotmistrza w Wojskach Taborowych z dniem 1 kwietnia 1920 r., w 1922 r. zweryfikowany ze starszeństwem z dniem 1 czerwca 1919 r. (w 1924 r. zajmował 13. lokatę w korpusie oficerów zawodowych taborowych, w 1928 r. – 9. lokatę i w 1932 r. – 5. lokatę)
- major – 27 czerwca 1935 r. ze starszeństwem z dniem  1 stycznia 1935 r. i 1. lokatą w korpusie oficerów zawodowych taborowych

## Ordery i odznaczenia
- Krzyż Niepodległości (17 września 1932)[9]
- Krzyż Walecznych (dwukrotnie, po raz pierwszy w 1921)[10]
- Złoty Krzyż Zasługi (10 listopada 1938)[11]
- Srebrny Krzyż Zasługi (10 listopada 1928)[12]